# Casaforte di Tarambel
Das Casaforte di Tarambel, lokal auch Torre dei Mogni oder in Patois auch Tor de Mougne genannt, ist die Ruine eines mittelalterlichen festen Hauses zwischen den Ortsteilen Épinel und Crétaz der Gemeinde Cogne im Aostatal.

## Geschichte
Das Gebäude ließ die Adelsfamilie Chesallet aus Sarre 1198 in der Nähe einer vielbegangenen Kreuzung errichten. Im Jahrhundert darauf gaben sie es an den Grafbischof von Aosta zusammen mit all ihren Gütern. Dieser verlehnte die Besitzungen später an die Monis (oder Monys) von Épinel, die dem Prälaten von Aosta treu waren.
Einer Theorie zufolge gab Teobaldo de Casaleto 1291 das Anwesen zusammen mit anderen Besitzungen an den Bischof Nicola Bersatori.
Die Geschichte des Casaforte di Tarambel ist eng mit der der örtlichen Kommune verbunden: Neben dem festen Haus liegt das Dorf Tarambel, das sich vermutlich aus zwei Ortsteilen, Mogni und Croix, bildete und zum Verwaltungszentrum von Épinel wurde. Diese hatten das Recht, ihre eigenen Vertreter zu wählen, darunter die der Gemeinde Cogne. Das Dorf Tarambel wurde im Laufe des 16. Jahrhunderts aufgegeben, vermutlich wegen der enormen Dürre in diesem Gebiet, und die Einwohner zogen so in den Ortsteil Épinel um, sodass dieser wuchs.

## Beschreibung
Das feste Haus hat noch den ursprünglichen, kompakten Aufbau mit rechteckigem Grundriss, ist aber über die Zeit zu einer Ruine verfallen und hat kein Dach und auch keine Zwischendecken mehr, die früher von Holzbalken getragen wurden, von denen die Aussparungen in den tragenden Wänden noch Zeugnis ablegen.
An den Mauern sind dagegen noch Schießscharten erhalten, ebenso wie die Öffnungen des Kolumbariums.
Der Eingang zum festen Haus ist in einem der oberen Stockwerke, wie man das häufig bei mittelalterlichen Verteidigungsbauten des Aostatals sieht.

## Galeriebilder

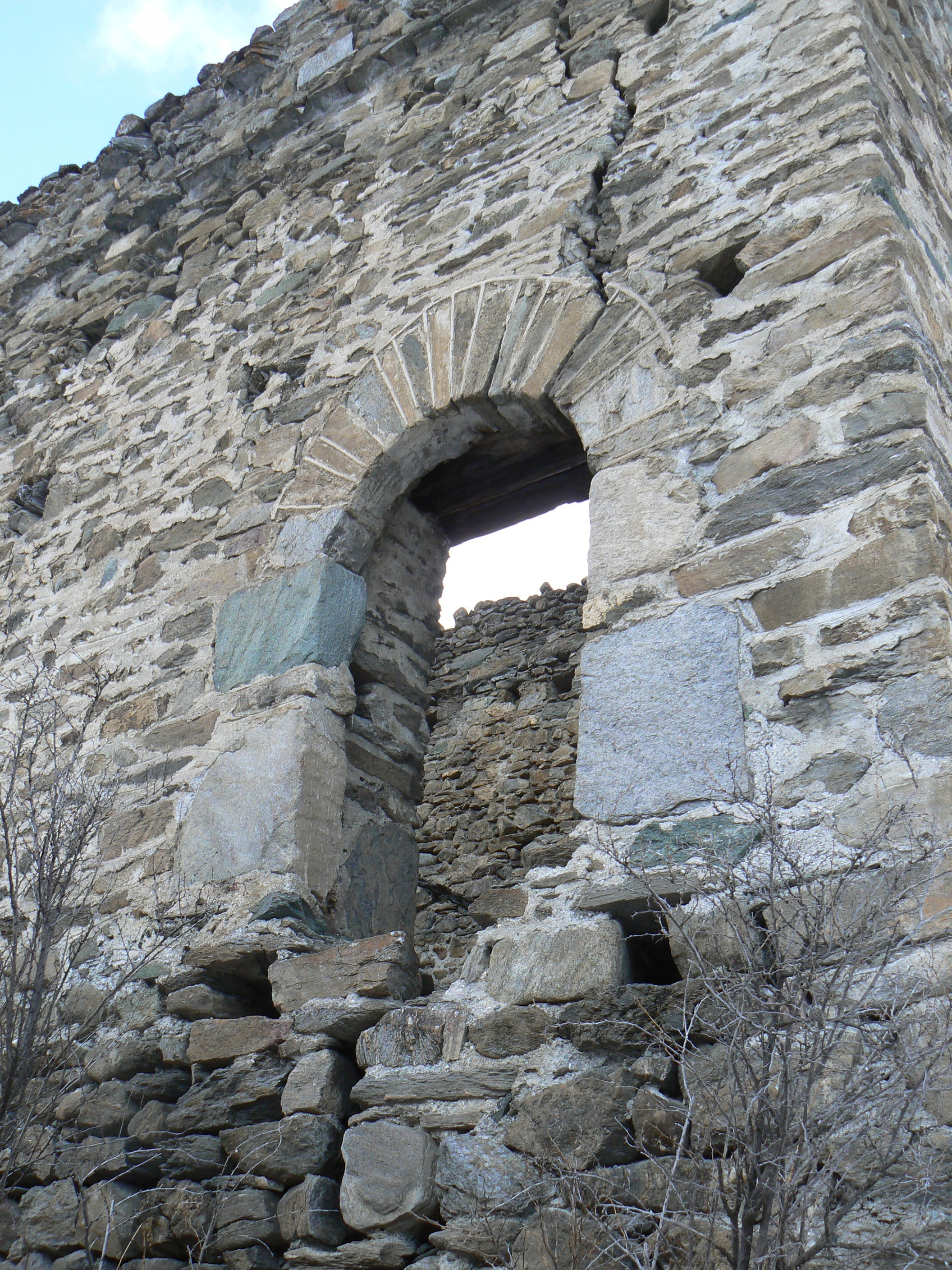
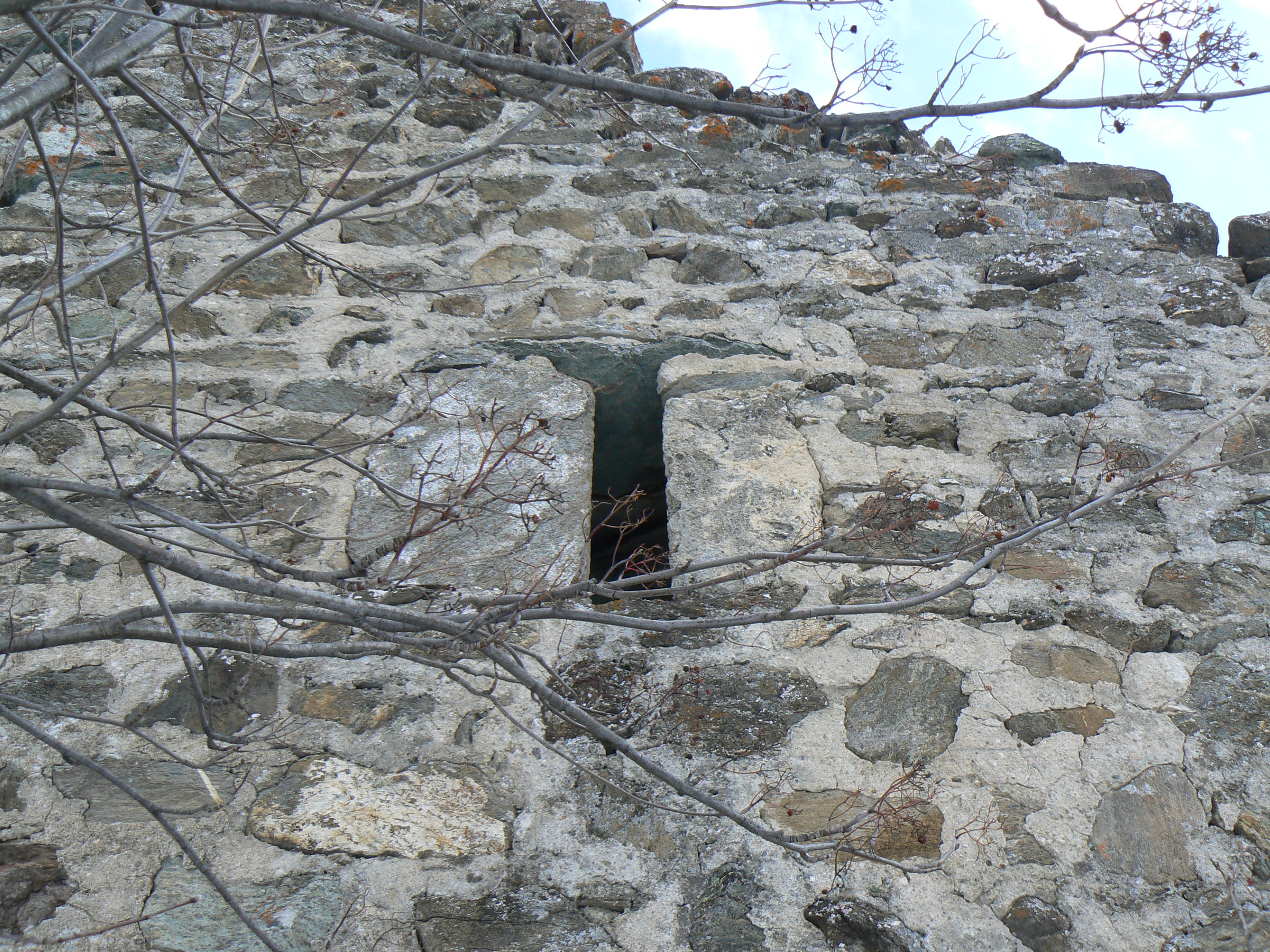
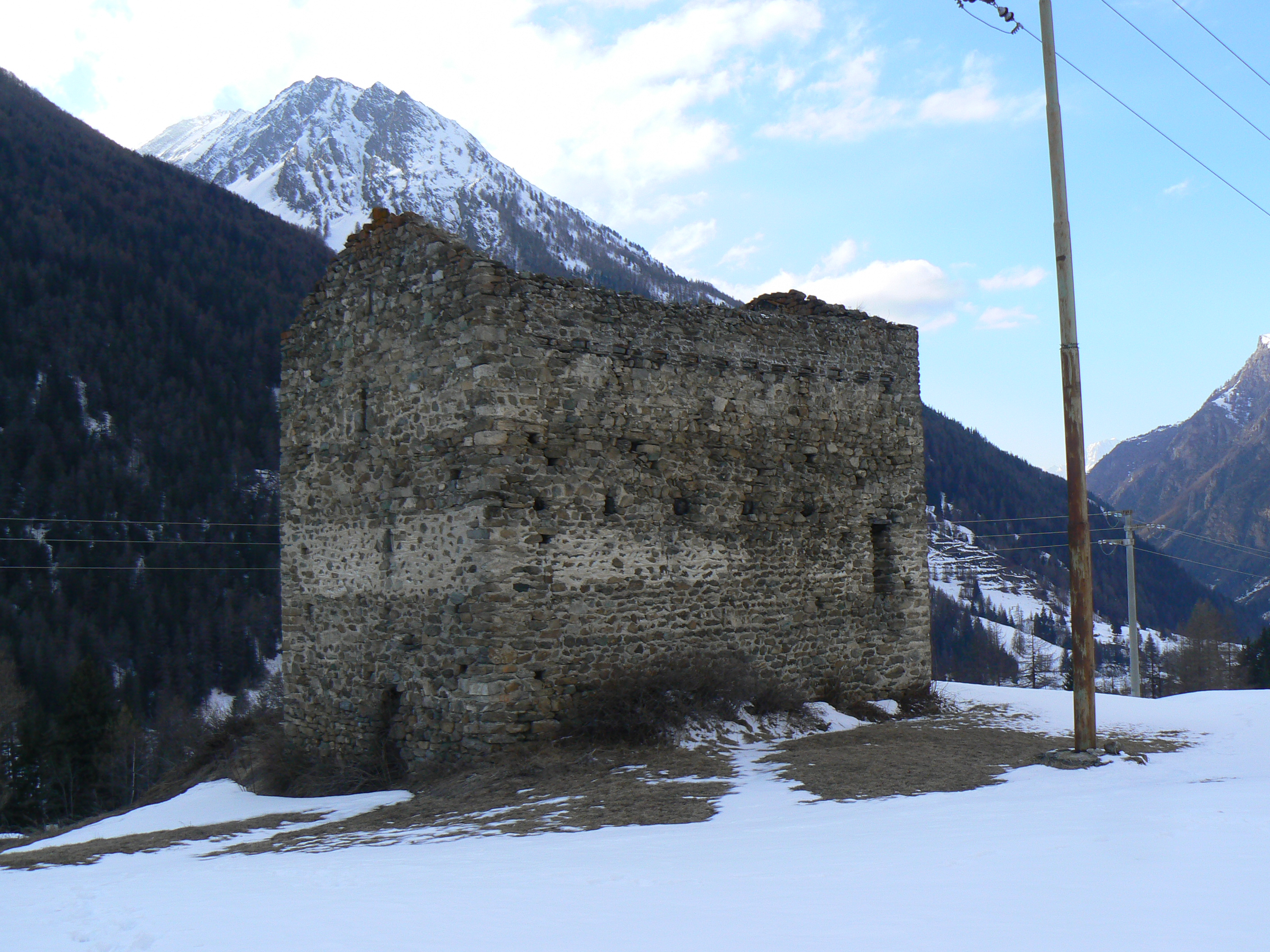
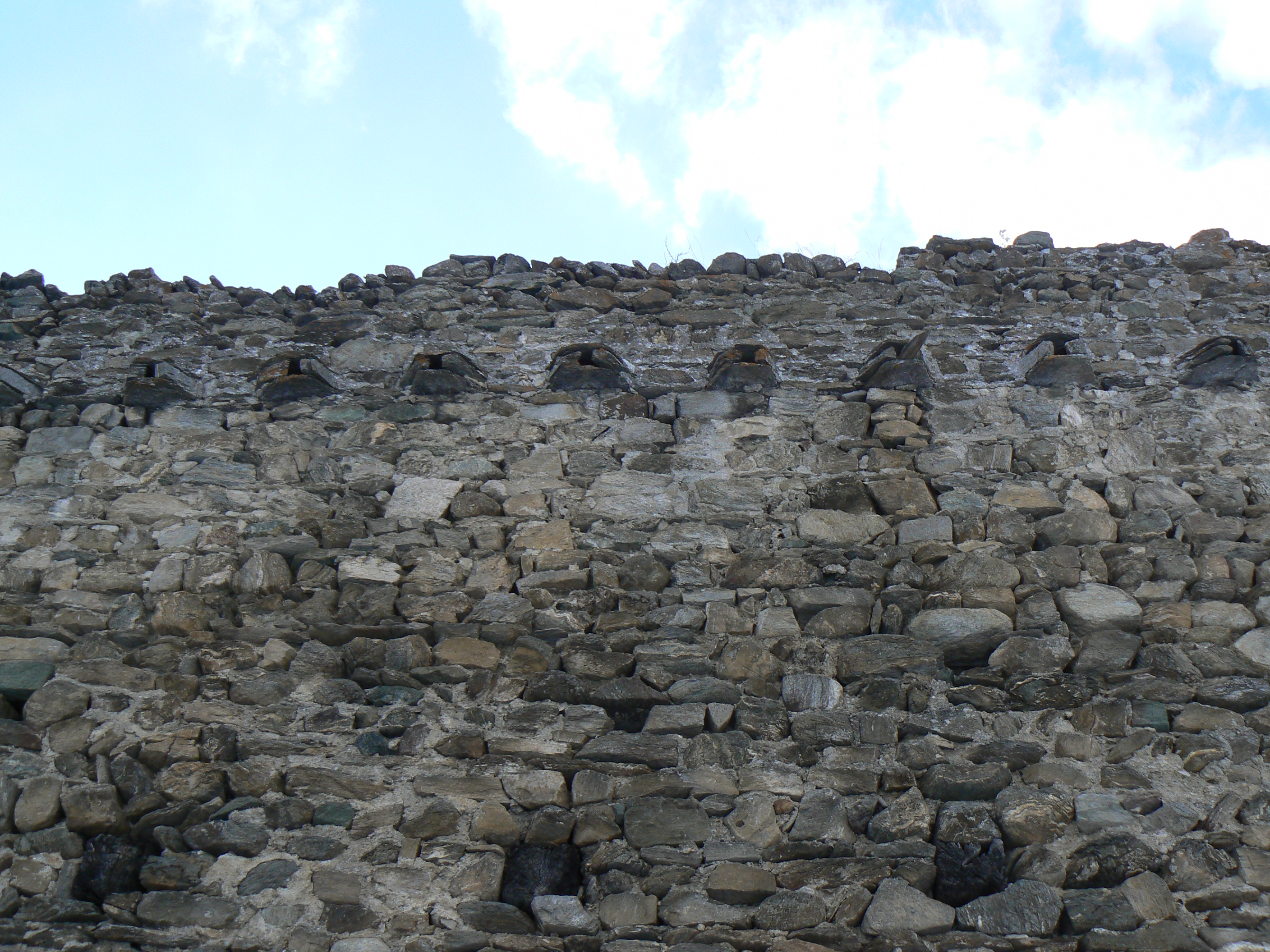
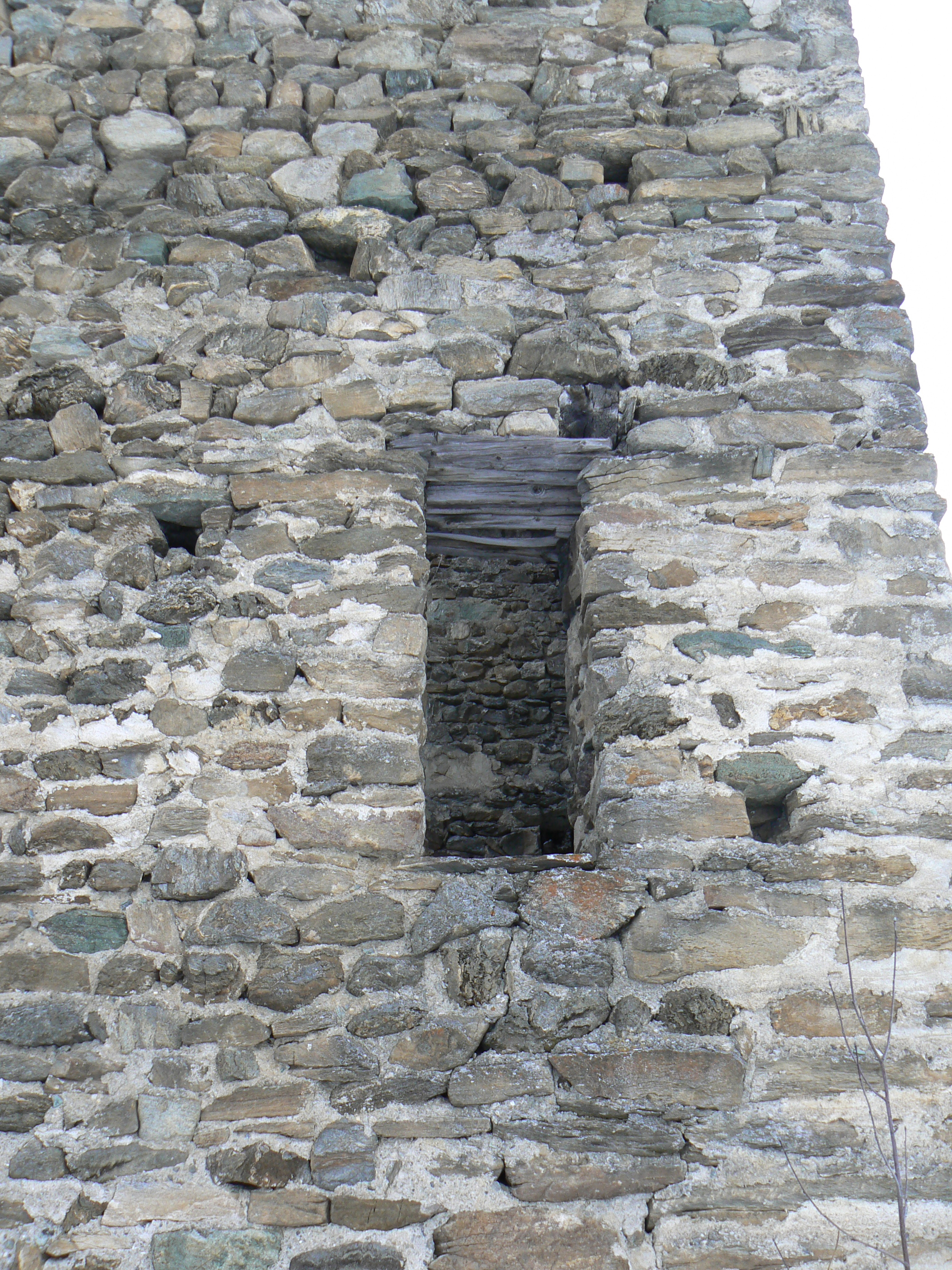
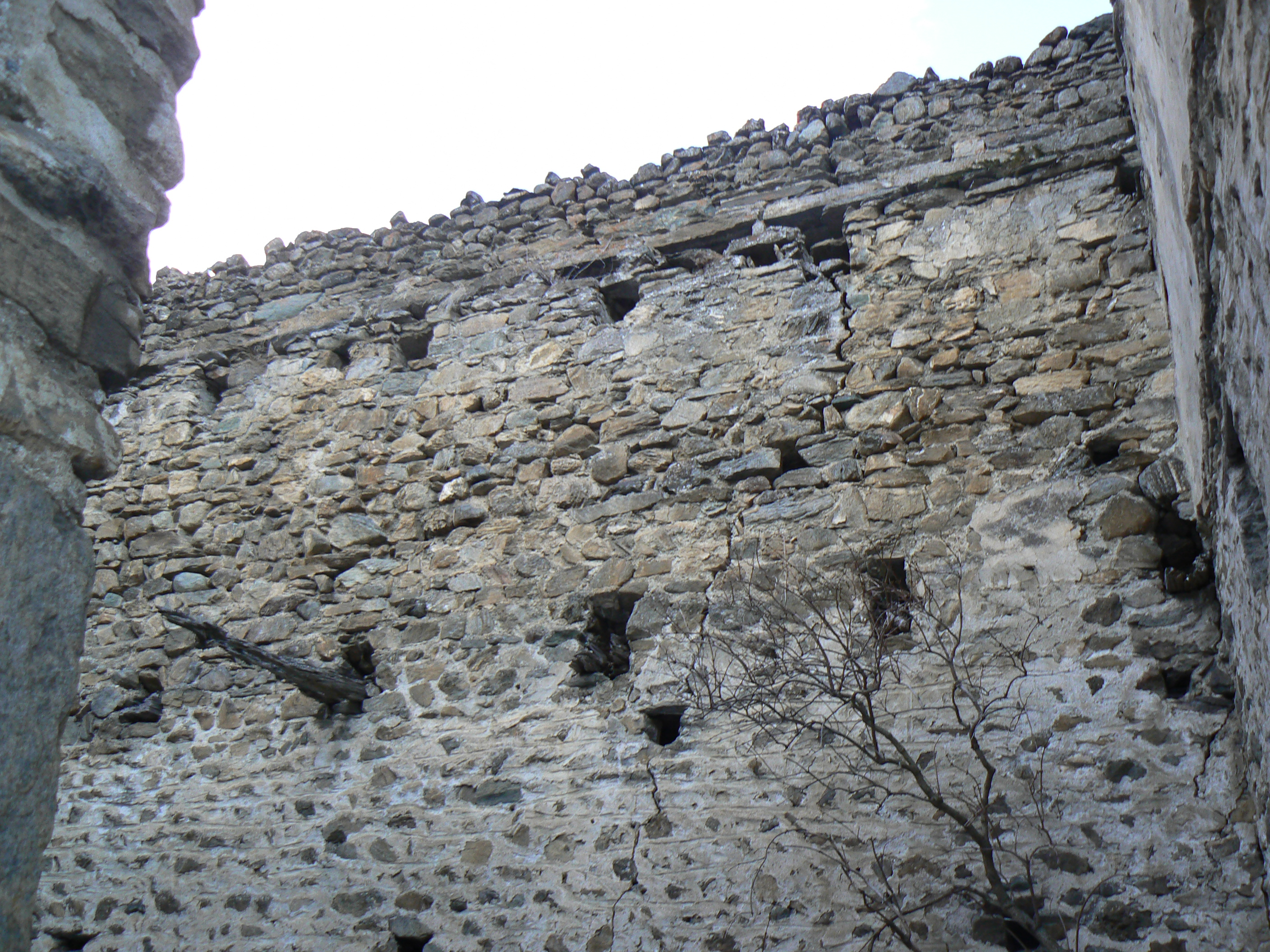
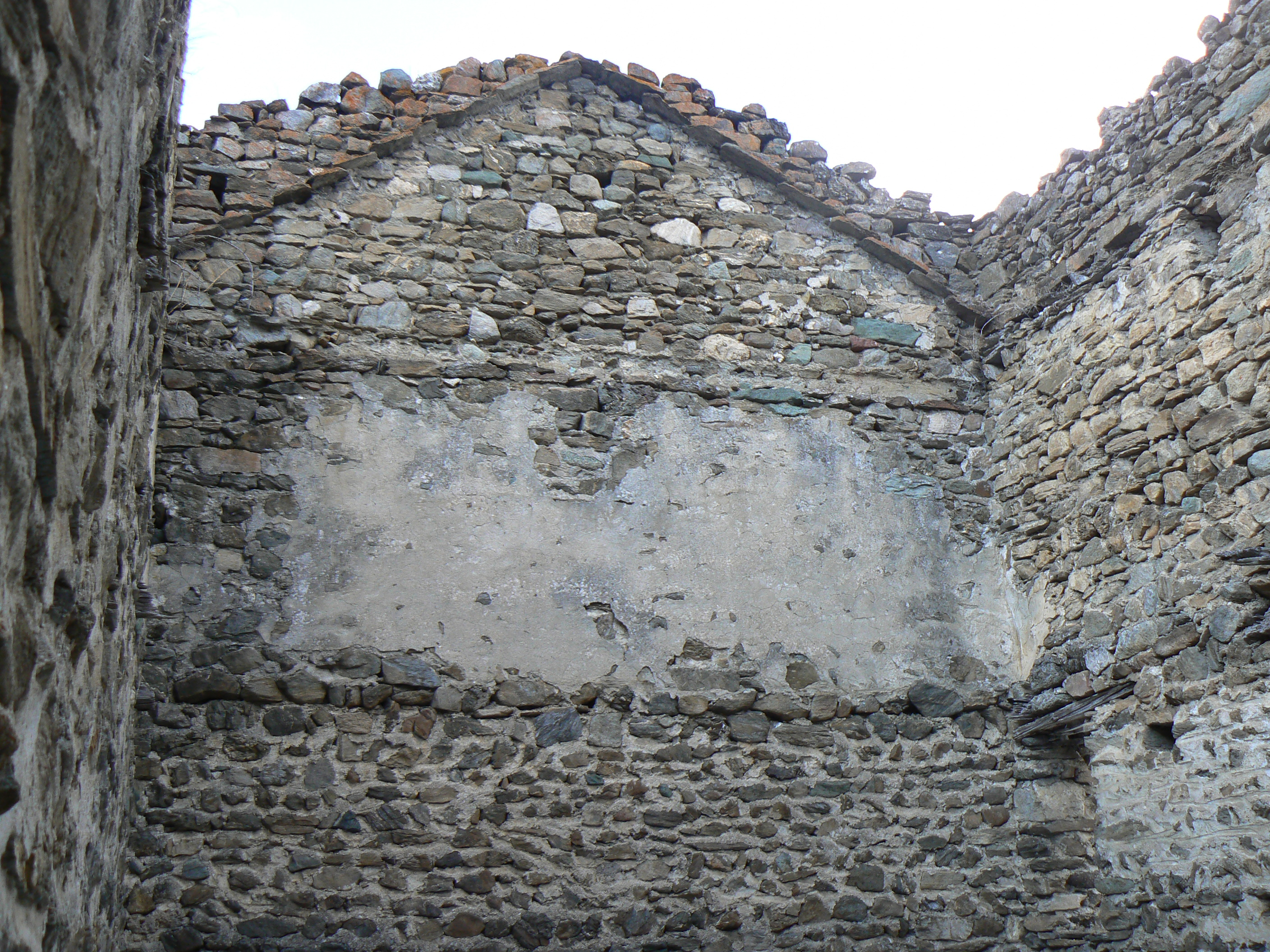